# Mise au tombeau de Reygade
Pour les articles homonymes, voir La Mise au tombeau.
La mise au tombeau de Reygade est un ensemble de sculptures, située sur la commune de Reygade, dans la chapelle dite du Saint-Sépulcre, à proximité de l'église Saint-Eutrope.

## Histoire
L'ensemble de sculpture date du XVe siècle,, plus précisément entre la fin du XVe siècle et le début du XVIe siècle selon le chanoine Jean Bouyssonie. Il est commandé par le baron d'Estresse.
En 1793, des révolutionnaires saccagent la chapelle, coupant la tête de chacune des sculptures de la mise au tombeau. Une première restauration a par la suite lieu à l'initiative des artisans locaux.
La sculpture de la mise au tombeau est classée monument historique au titre d'objet depuis le 5 mars 1956. Dès cette première année, elle fait l'objet d'une restauration, puis à nouveau en 1973 et 1981.
Depuis 1983, un spectacle permanent son et lumière y est aménagé.

## Description
Le groupe sculpté représente la scène de l'ensevelissement du Christ ; il est composé de huit personnages, dont sept disposés autour du tombeau central, environ à l'échelle 2/3, :
- Jésus-Christ allongé sur le tombeau, sur un linceul[1],[3] ;
- Nicodème et Joseph d'Arimathie tenant les coins du linceuil, respectivement à gauche et à droite du tombeau[1],[3] ;
- alignés en arrière-plan du tombeau, de gauche à droite, Marie Salomé, Saint Jean, Sainte Marie, Marie de Cléophas et Marie Madeleine[1],[3],[4],[6].

Sculpté à partir de calcaire, il est agrémenté par une peinture polychrome et des dorures.
Cette mise au tombeau ressemble fortement à celle de Carennac, située à une vingtaine de kilomètres, probablement sculptée dans la même pierre et par le même auteur,.